# 1679年三河平谷地震
1679年三河平谷地震或称京师大地震，是指发生在1679年9月2日（清康熙十八年七月二十八日）中国河北省北部燕山地震带的大地震。震中位于河北省大厂回族自治县夏垫镇（时清直隶省三河县）。此震是中国东部人口稠密地区影响广泛和损失惨重的知名历史地震之一，是北京附近历史上发生的最大地震。震级估计为8级。

## 影响
这次地震对北京东部的三河和平谷镇最具破坏性。在这两个城镇中，强度估计达到X（极高），而在北京，强度达到VIII（严重）。三河几乎被摧毁，而在平谷，只有30-40％的家庭幸存下来。北京的许多建筑物和构筑物也因此损坏，北海的白塔和德胜门都被摧毁。康熙帝幸存下来这次地震，但有许多官员和平民丧生。虽然死亡总数未知，但据估计约有超过45,500人死亡。

## 康熙帝的反应
康熙帝發了罪己詔，言道：「朕御極以來、孜孜求治、期於上合天心、下安黎庶、夙夜兢惕、不敢怠荒。乃於本月二十八日巳時、地忽大震。變出非常。皆因朕躬不德、政治未協、大小臣工、弗能恪共職業、以致陰陽不和、災異示警。」他還遣官告祭天壇，並數次率諸王、文武官員詣天壇親行祈禱。